# کوشتردینگن
کوشتردینگن (به آلمانی: Kusterdingen) یک شهر در آلمان است که در توبینگن واقع شده‌است. کوشتردینگن ۸٬۲۴۵ نفر جمعیت دارد.